# Молейн, Питер де
Питер де Молейн, также Питер Молин (нидерл. Pieter de Molijn, Pieter Molijn; 6 апреля 1595, Лондон — 23 марта 1661, Харлем) — голландский живописец, рисовальщик, литограф и гравёр, мастер пейзажного и бытового жанров «Золотого века» голландской живописи.

## Биография
Питер родился в Англии. Крещён в голландской реформатской церкви Остин Фрайерс в Лондоне. Его родители были фламандского происхождения; семья эмигрировала из-за своего вероисповедания в годы испанского правления. Отец художника Питер де Молейн был торговцем текстилем из Гента, его мать Лейнтген ван ден Бос была родом из Брюсселя. Семья Молейн, вероятно, переехала в Харлем до 1609 года, и вполне вероятно, что Питер получил там образование. Иногда его учителем называют Эсайаса ван де Велде, но этому нет документальных подтверждений.
В 1616 его имя упоминается в качестве мастера харлемской гильдии Святого Луки, где он занимал различные должности в 1620—1649 годах. Самуэль Ампцинг упоминает Молейна как местного художника во втором издании своего «Описания и восхваления города Харлема в Голландии» (Beschrijvinge ende lof der stad Haerlem in Holland, 1621). В 1618 году Молейн совершил путешествие в Рим. О его дальнейшей жизни и карьере известно немного.
В 1624 году он женился на Майкен Герартс. Они оставались вместе всю свою жизнь до смерти Молейна в 1661 году. С 1630 года они жили на Ауде Грахт в Харлеме. В 1624 году Питер стал членом Харлемской реформатской церкви, а четыре года спустя был назначен диаконом, что в его случае, как сына фламандского иммигранта, было тем более примечательно, поскольку до этого должность декана предоставлялась только художникам-католикам; он был первым, кто занял своё положение как убеждённый протестант.
Нидерландский историограф Арнольд Хоубракен в книге «Великий театр нидерландских художников и художниц» (De Groote Schouburgh der Nederlantsche Konstschilders en Schilderessen, 1718—1721) сообщал, что у Питера де Молейна был сын, тоже Питер — талантливый художник, ученик отца. Младший Питер де Молейн уехал в Италию, поселился в Риме, где стал членом общества художников «Перелётные птицы» (нидерл. Bentvueghels — «птицы пера»), подписывал свои картины полученным в обществе новым именем (итал. Pietro Tempesta — «Пьетро Бурный»). В основном, на своих картинах он изображал сцены охоты и анималистические композиции в стиле Франса Снейдерса.
Развитие его успешной карьеры было прервано после убийства жены, за которое он провёл в генуэзской тюрьме шестнадцать лет. В 1684 году был выпущен на свободу во время обстрела города французами в ходе религиозных войн. Бежал в Парму, где прожил до конца жизни, продолжая писать картины.
У Питера де Молейна Старшего было много учеников, среди которых, Кристиан де Хульст, Энтони Молейн, Ян Носе и Ян Вильс. Герард Терборх Старший и его сын Герард, Ян Куленбир, Алларт ван Эвердинген, Ян Вилс и другие.

## Творчество
Питер де Молейн — автор пейзажей, портретов, архитектурных изображений, батальных и бытовых сцен. Кроме того, написал ряд картин в жанре марины (морского пейзажа). Наряду с нидерландскими художниками Якобом ван Рёйсдалом и Яном ван Гойеном, считается ведущим мастером пейзажной живописи Нидерландов, так называемого тонального пейзажа, появившегося в конце двадцатых годов XVII в.
C 1616 по 1625 год он в основном делал рисунки и наброски, которые затем переводили в гравюры другие художники. Молейн создал коллекцию рисунков и гравюр, в которой собрал работы своих любимых художников, таких как Абрахам Блумарт, Гиллис ван Конинкслоо, Давид Винкбонс (1576—1632), Рулант Савери и, в частности, рисунки Эсайаса ван де Велде. Им создан также ряд замечательных литографий.
В живописи Питер де Молейн писал в основном традиционно, маслом по дереву, но применял необычный для того времени метод работы. Вместо обычных лессировок с тщательным просушиванием каждого слоя он стал писать быстро: alla prima (за один раз). Более того, он использовал ограниченное количество пигментов, таких как серый, зеленый, коричневый, матово-желтый и синий. Возникавший таким образом ограниченный колорит, почти монохромный, заметен в большинстве его работ, например, в картине «Пейзаж в дюнах с деревом и повозкой».
В санкт-петербургском Эрмитаже имеются три картины Питера де Молейна.

## Галерея

Пейзаж с домом на холме. Офорт
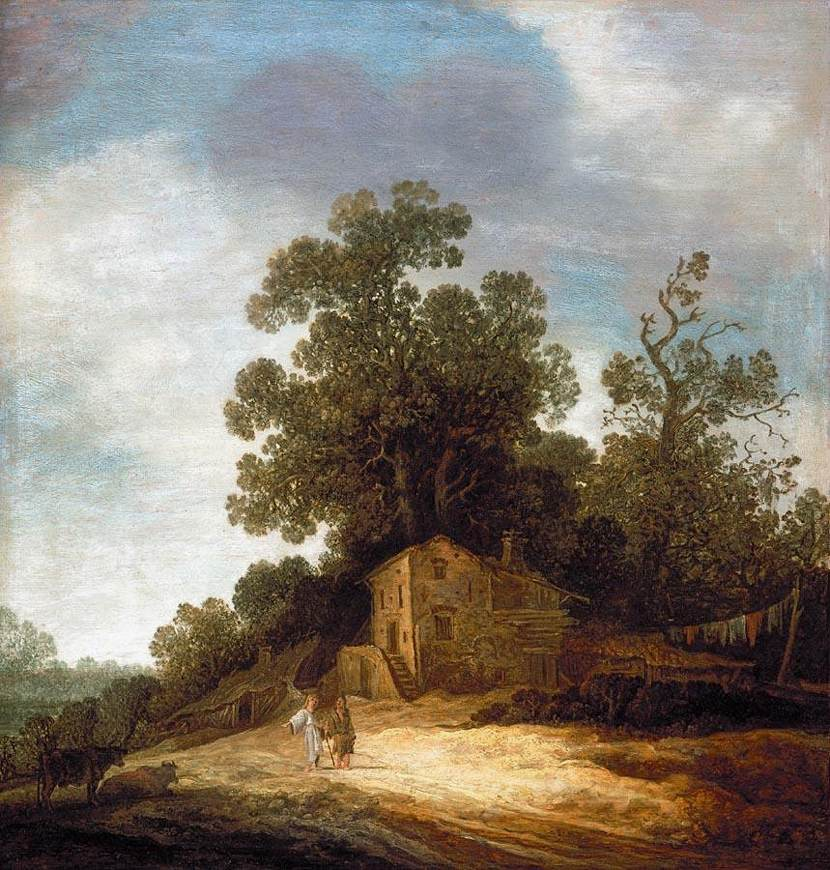
Пасторальный пейзаж с Товием и ангелом. 1654. Дерево, масло. Частное собрание
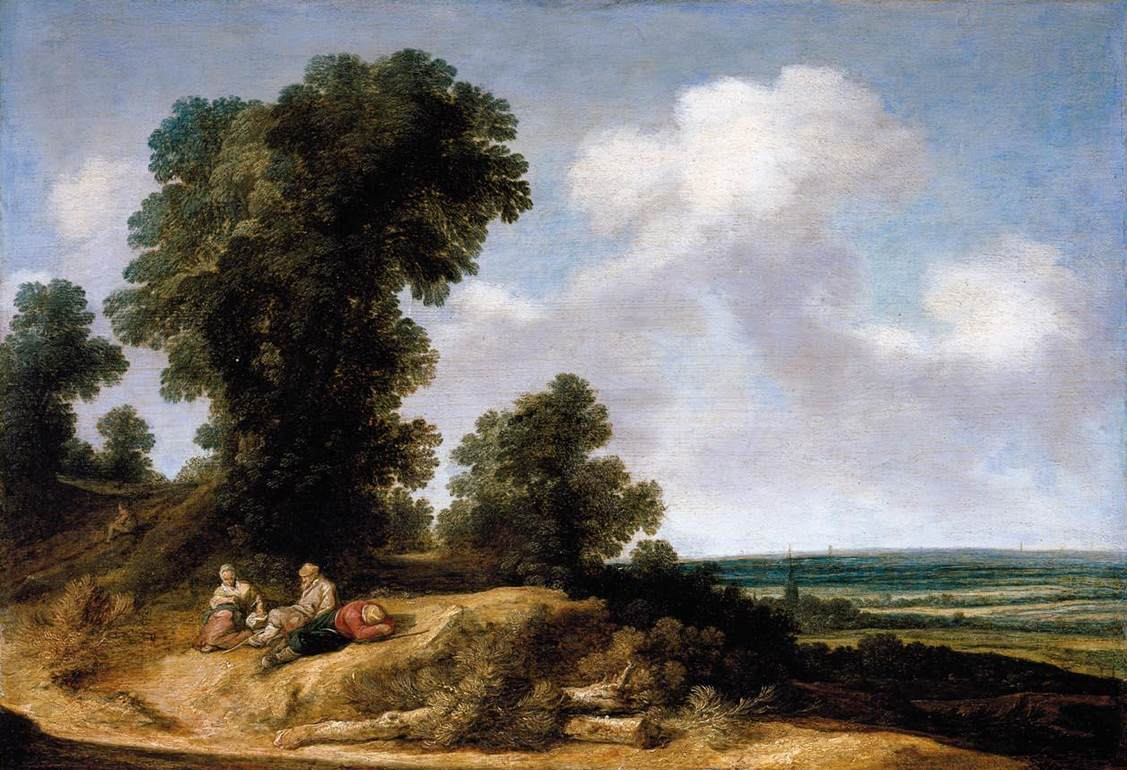
Пейзаж с дюнами. 1630-е. Дерево, масло. Частное собрание
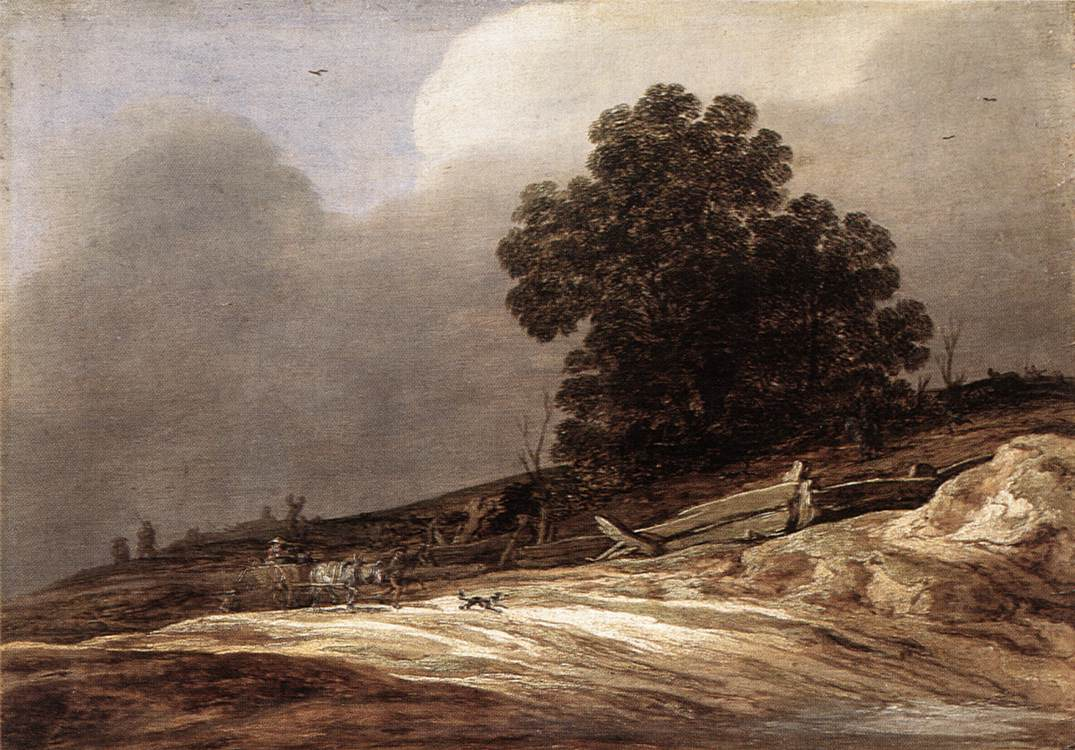
Дюны. 1626. Дерево, масло.  Музей герцога Антона Ульриха. Брауншвейг
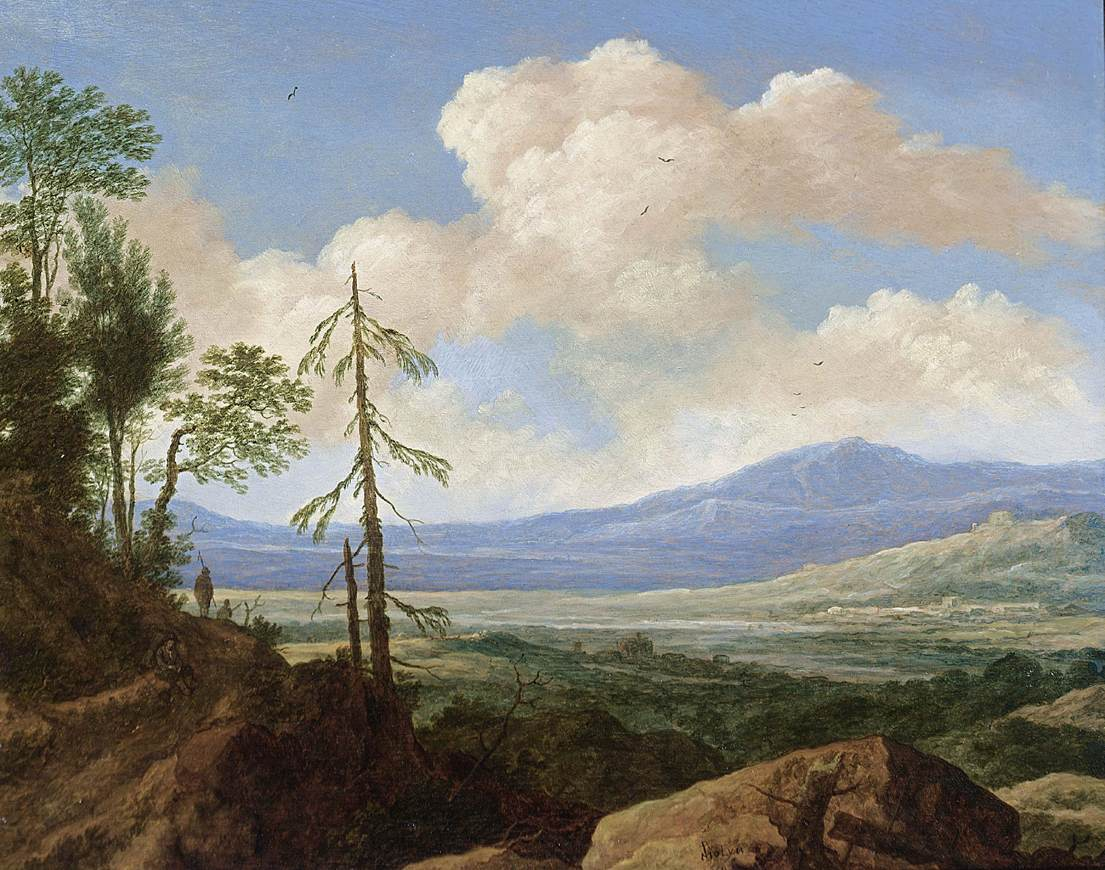
Панорамный холмистый пейзаж. 1654. Дерево, масло. Частное собрание
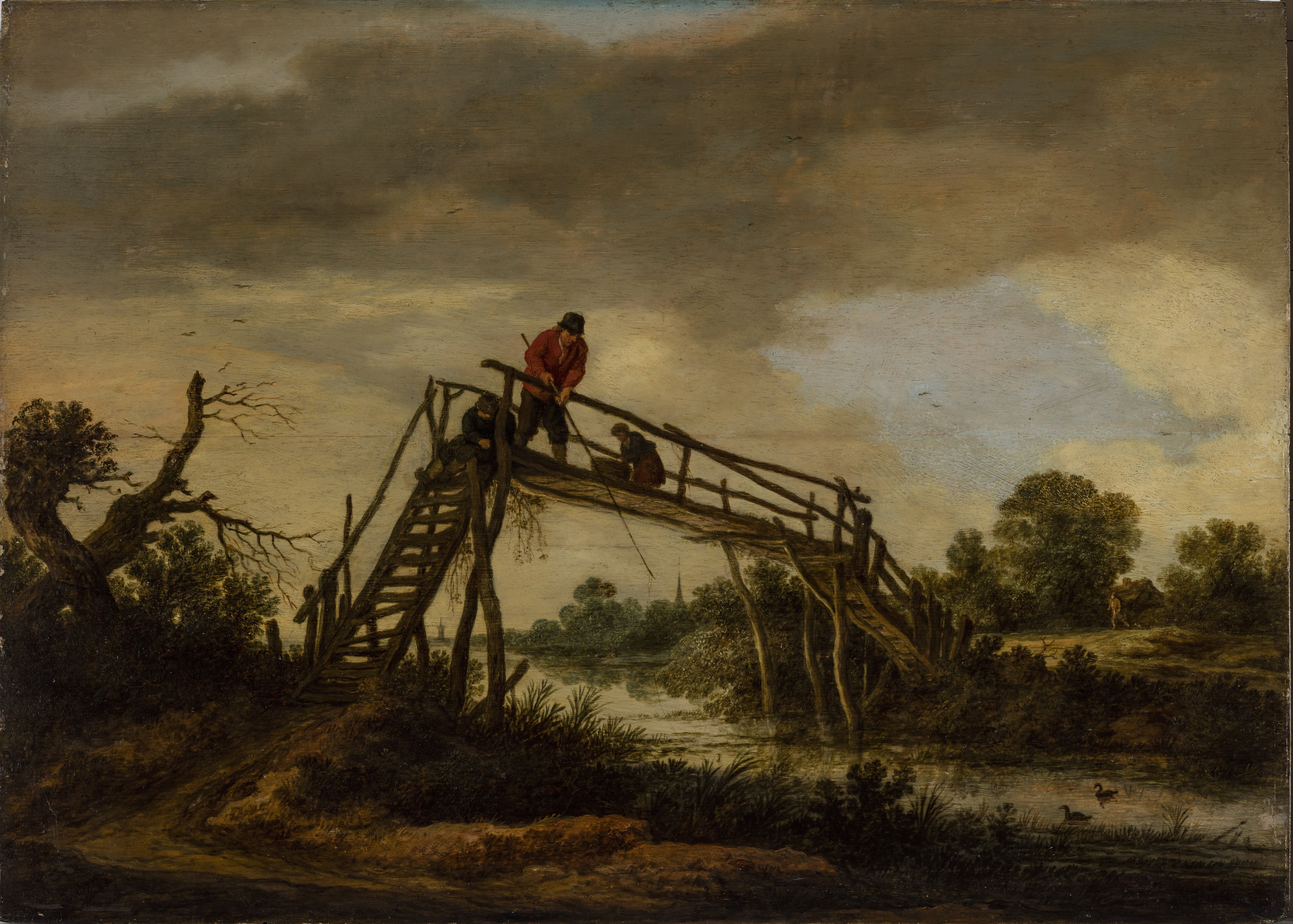
Пейзаж с мостом. 1652. Дерево, масло. Музей зарубежного искусства, Рига
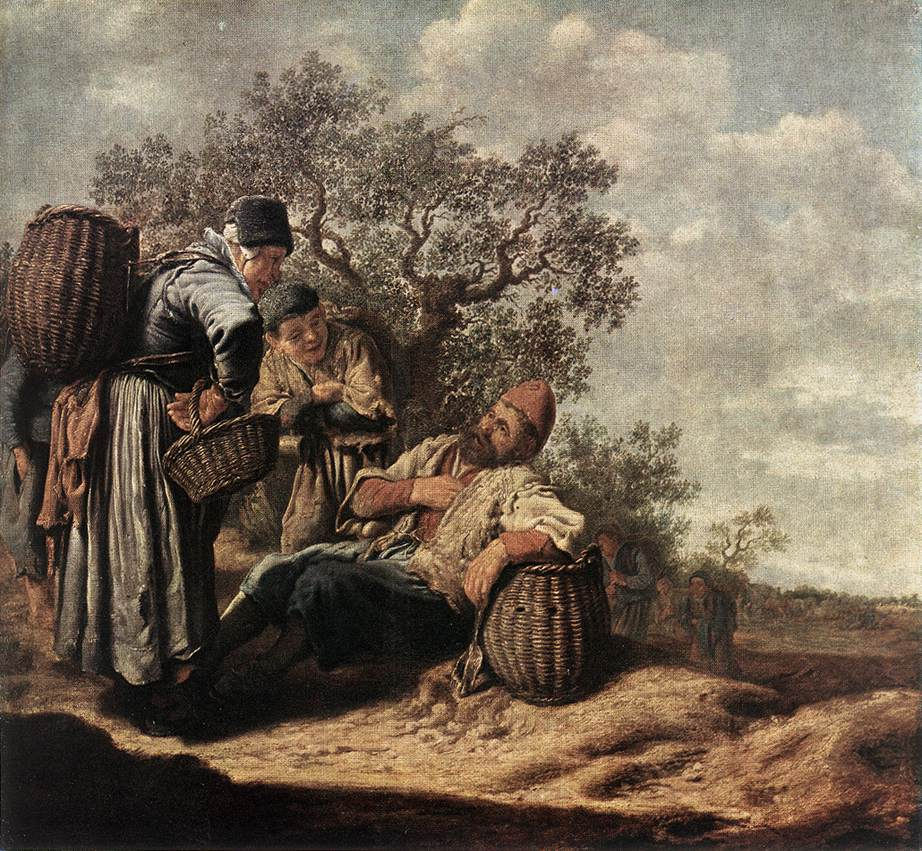
Пейзаж с беседующими крестьянами. Ок. 1640. Холст, масло.  Музей изобразительных искусств, Зугло, Венгрия